# Shamrock Bowl Conference 2013
La Shamrock Bowl Conference 2013 è stata la 27ª edizione del campionato irlandese di football americano di primo livello, organizzato dalla IAFL.
Avrebbero dovuto partecipare al campionato anche i DCU Saints, ma si sono ritirati prima dell'inizio del torneo.

## Squadre partecipanti
| Club                      | Città         | Stadio | Sponsor ufficiale | Risultato nella stagione 2012 |
| ------------------------- | ------------- | ------ | ----------------- | ----------------------------- |
| Belfast Trojans           | Belfast       |        |                   |                               |
| Carrickfergus Knights     | Carrickfergus |        |                   |                               |
| Cork Admirals             | Cork          |        |                   |                               |
| Craigavon Cowboys         | Portadown     |        |                   |                               |
| Dublin Rebels             | Dublino       |        |                   |                               |
| Trinity College           | Dublino       |        |                   |                               |
| UL Vikings                | Limerick      |        |                   |                               |
| University College Dublin | Dublino       |        |                   |                               |
| West Dublin Rhinos        | Dublino       |        |                   |                               |

## Stagione regolare

### Calendario

#### 1ª giornata
| Belfield 24 febbraio 2013, ore 13:00 | University College Dublin | 0 – 11 | UL Vikings | UCD Bowl |

| Portadown 24 febbraio 2013, ore 13:00 | Craigavon Cowboys | 13 – 46 | Belfast Trojans | People's Park |

| Santry 24 febbraio 2013, ore 13:00 | Dublin Rebels | 22 – 0 | West Dublin Rhinos | Sportslink |

#### 2ª giornata
| Castleknock 3 marzo 2013, ore 13:00 | West Dublin Rhinos | 0 – 2 | Carrickfergus Knights | Castleknock College |

| Limerick 3 marzo 2013, ore 13:00 | UL Vikings | 0 – 20 | Trinity College | UL Sports Grounds |

#### 3ª giornata
| Carrickfergus 10 marzo 2013, ore 13:00 | Carrickfergus Knights | 20 – 0 | Craigavon Cowboys | Carrickfergus RFC |

#### 4ª giornata
Prevista per il 24 marzo, è stata interamente rinviata per maltempo.

#### 5ª giornata
| Belfield 7 aprile 2013, ore 14:00 | University College Dublin | 34 – 6 | Cork Admirals | UCD Bowl |

| Portadown 7 aprile 2013, ore 14:00 | Craigavon Cowboys | 23 – 0 | West Dublin Rhinos | People's Park |

| Santry 7 aprile 2013, ore 14:00 | Dublin Rebels | 20 – 6 | Carrickfergus Knights | Sportslink |

| Limerick 7 aprile 2013, ore 14:00 | UL Vikings | 13 – 12 | Trinity College | UL Sports Grounds |

#### 6ª giornata
| Castleknock 14 aprile 2013, ore 14:00 | West Dublin Rhinos | 7 – 6 | Dublin Rebels | Castleknock College |

| Belfast 14 aprile 2013, ore 14:00 | Belfast Trojans | 52 – 7 | Craigavon Cowboys | Shorts Sports & Recreation Club |

| Santry 14 aprile 2013, ore 14:00 | Trinity College | 21 – 0 | University College Dublin | Trinity Sports Grounds |

#### 7ª giornata e Recuperi 1
| Bishopstown 21 aprile 2013, ore 14:00 | Cork Admirals | 0 – 30 | University College Dublin | CIT |

| Belfast 21 aprile 2013, ore 14:00 | Belfast Trojans | 41 – 6 | Carrickfergus Knights | Shorts Sports & Recreation Club |

| Santry 21 aprile 2013, ore 14:00 | Trinity College | 22 – 10 | UL Vikings | Trinity Sports Grounds |

#### 8ª giornata
| Carrickfergus 28 aprile 2013, ore 14:00 | Carrickfergus Knights | 14 – 7 | West Dublin Rhinos | Carrickfergus RFC |

| Cork 28 aprile 2013, ore 14:00 | Cork Admirals | 0 – 30 | UL Vikings | CIT |

| Portadown 28 aprile 2013, ore 14:00 | Craigavon Cowboys | 6 – 62 | Dublin Rebels | People's Park |

#### Recuperi 2
| Santry 5 maggio 2013, ore 13:00 | Dublin Rebels | 6 – 26 | Belfast Trojans | Sportslink |

#### 9ª giornata
| Castleknock 12 maggio 2013, ore 14:00 | West Dublin Rhinos | 7 – 0 | Craigavon Cowboys | Castleknock College |

| Belfast 12 maggio 2013, ore 14:00 | Belfast Trojans | 35 – 0 | Dublin Rebels | Shorts Sports & Recreation Club |

| Santry 12 maggio 2013, ore 14:00 | Trinity College | 30 – 0 | Cork Admirals | Trinity Sports Grounds |

#### 10ª giornata
| Belfield 19 maggio 2013, ore 14:00 | University College Dublin | 26 – 0 | Trinity College | UCD Bowl |

| Carrickfergus 19 maggio 2013, ore 14:00 | Carrickfergus Knights | 0 – 21 | Belfast Trojans | Carrickfergus RFC |

#### 11ª giornata e Recuperi 3
| Belfield 26 maggio 2013, ore 13:00 | University College Dublin | 0 – 30 | UL Vikings | UCD Bowl |

| Santry 26 maggio 2013, ore 14:00 | Dublin Rebels | 32 – 7 | Craigavon Cowboys | Sportslink |

#### 12ª giornata e Recuperi 4
| 2 giugno 2013, ore 14:00 | Cork Admirals | 0 – 30 (a tavolino) | Trinity College |  |

| Castleknock 2 giugno 2013, ore 14:00 | West Dublin Rhinos | 6 – 30 | Belfast Trojans | Castleknock College |

| Portadown 2 giugno 2013, ore 14:00 | Craigavon Cowboys | 18 – 18 | Carrickfergus Knights | People's Park |

#### 13ª giornata e Recuperi 5
| Belfast 9 giugno 2013, ore 12:00 | Belfast Trojans | 31 – 0 | West Dublin Rhinos | Shorts Sports & Recreation Club |

| Limerick 9 giugno 2013, ore 14:00 | UL Vikings | 42 – 12 | University College Dublin | UL Sports Grounds |

| Carrickfergus 9 giugno 2013, ore 15:30 | Carrickfergus Knights | 7 – 24 | Dublin Rebels | Carrickfergus RFC |

#### Recuperi 6
| Santry 16 giugno 2013, ore 14:00 | Trinity College | - – - () | Cork Admirals | Trinity Sports Grounds |

### Classifica
Le classifiche della regular season sono le seguenti.
- PCT = percentuale di vittorie, G = partite giocate, V = partite vinte,  P = partite perse, PF = punti fatti, PS = punti subiti

#### SBC North
| Pos. | Squadra               | PCT   | G | V | N | P | PF  | PS  |
| ---- | --------------------- | ----- | - | - | - | - | --- | --- |
| 1    | Belfast Trojans       | 1.000 | 8 | 8 | 0 | 0 | 292 | 38  |
| 2    | Dublin Rebels         | .625  | 8 | 5 | 0 | 3 | 172 | 94  |
| 3    | Carrickfergus Knights | .438  | 8 | 3 | 1 | 4 | 73  | 131 |
| 4    | West Dublin Rhinos    | .250  | 8 | 2 | 0 | 6 | 27  | 138 |
| 5    | Craigavon Cowboys     | .188  | 8 | 1 | 1 | 6 | 27  | 138 |

#### SBC South
| Pos. | Squadra                   | PCT  | G | V | N | P | PF  | PS  |
| ---- | ------------------------- | ---- | - | - | - | - | --- | --- |
| 1    | Trinity College           | .714 | 7 | 5 | 0 | 2 | 135 | 49  |
| 2    | UL Vikings                | 714  | 7 | 5 | 0 | 2 | 121 | 66  |
| 3    | University College Dublin | .429 | 7 | 3 | 0 | 4 | 102 | 95  |
| 4    | Cork Admirals             | .000 | 5 | 0 | 0 | 5 | 6   | 154 |

## Playoff

### Tabellone
|  | Wild Card | Wild Card                 | Wild Card       |               |                 | Semifinali      | Semifinali      | Semifinali |  |  | XXVII Shamrock Bowl | XXVII Shamrock Bowl | XXVII Shamrock Bowl |  |
|  |           |                           |                 |               |                 |                 |                 |            |  |  |                     |                     |                     |  |
|  |           |                           |                 |               |                 | 1N              | Belfast Trojans | 14         |  |  |                     |                     |                     |  |
|  |           |                           |                 |               |                 | 1N              | Belfast Trojans | 14         |  |  |                     |                     |                     |  |
|  |           |                           |                 | UL Vikings    | 0               |                 |                 |            |  |  |                     |                     |                     |  |
|  | 2S        | UL Vikings                | 19              | UL Vikings    | 0               |                 |                 |            |  |  |                     |                     |                     |  |
|  | 2S        | UL Vikings                | 19              |               |                 |                 |                 |            |  |  |                     |                     |                     |  |
|  | 3S        | University College Dublin | 12              |               |                 |                 |                 |            |  |  |                     |                     |                     |  |
|  | 3S        | University College Dublin | 12              |               | Belfast Trojans | Belfast Trojans | 48              |            |  |  |                     |                     |                     |  |
|  |           |                           |                 |               |                 |                 |                 |            |  |  |                     |                     |                     |  |
|  |           |                           | Dublin Rebels   | Dublin Rebels | 18              |                 |                 |            |  |  |                     |                     |                     |  |
|  |           |                           |                 | Dublin Rebels | 18              |                 |                 |            |  |  |                     |                     |                     |  |
|  |           |                           |                 |               |                 |                 |                 |            |  |  |                     |                     |                     |  |
|  |           |                           |                 |               |                 |                 |                 |            |  |  |                     |                     |                     |  |
|  |           | 1S                        | Trinity College | 14            |                 |                 |                 |            |  |  |                     |                     |                     |  |
|  |           |                           |                 | 14            |                 |                 |                 |            |  |  |                     |                     |                     |  |
|  |           |                           |                 | Dublin Rebels | 43              |                 |                 |            |  |  |                     |                     |                     |  |
|  | 2N        | Dublin Rebels             | 14              | Dublin Rebels | 43              |                 |                 |            |  |  |                     |                     |                     |  |
|  | 2N        | Dublin Rebels             | 14              |               |                 |                 |                 |            |  |  |                     |                     |                     |  |
|  | 3N        | Carrickfergus Knights     | 6               |               |                 |                 |                 |            |  |  |                     |                     |                     |  |

### Wild Card
| 23 giugno 2013 | Dublin Rebels | 14 – 6 | Carrickfergus Knights |  |

| 23 giugno 2013 | UL Vikings | 19 – 12 | University College Dublin |  |

### Semifinali
| Dublino 7 luglio 2013 | Trinity College | 14 – 43 | Dublin Rebels | Westmanstown Sports and Conference Centre |

| Dublino 7 luglio 2013 | Belfast Trojans | 14 – 0 | UL Vikings | Westmanstown Sports and Conference Centre |

### XXVII Shamrock Bowl
| Tallaght 10 agosto 2013, ore 15:00 | Belfast Trojans | 48 – 18 | Dublin Rebels | Tallaght Stadium |

## Verdetti
- Belfast Trojans Campioni dell'Irlanda 2013